# Heterogenite-3R
L'heterogenite-3R è un politipo dell'heterogenite pertanto è da considerarsi una varietà e non una specie a sé stante.